# Barra Njie
Alagie Barra Njie (Stoccolma, 13 gennaio 2001) è un cestista svedese.